# 1258
| [ Edytuj tabelę ]                          |                                                               |
| Książę Małopolski                          | - 1243 Bolesław V Wstydliwy 1279                              |
| Książę Wielkopolski                        | - 1239 Bolesław Pobożny 1279                                  |
| Król Angkoru                               | - 1244 Dżajawarman VIII 1295                                  |
| Król Anglii                                | - 1216 Henryk III 1272                                        |
| Król Aragonii i Walencji, hrabia Barcelony | - 1213 Jakub I Zdobywca 1276                                  |
| Margrabia Brandenburgii                    | - 1220 Otto III 1267                                          |
| Książę Burgundii                           | - 1218 Hugo IV 1272                                           |
| Książę Dolnej Bawarii                      | - 1253 Henryk XIII 1290                                       |
| Książę Górnej Bawarii                      | - 1253 Ludwik II 1294                                         |
| Cesarz Bizancjum                           | - 1254 Teodor II Laskarys 1258 - 1258 Jan IV Laskarys 1261    |
| Car Bułgarii                               | - 1257 Konstantyn Asen Tich 1277                              |
| Cesarz Chin                                | - 1224 Song Lizong 1264                                       |
| Król Cypru                                 | - 1253 Hugo II 1267                                           |
| Król Czech                                 | - 1253 Przemysł Ottokar II 1278                               |
| Król Danii                                 | - 1252 Krzysztof I 1259                                       |
| Władca Egiptu                              | - 1257 Al-Mansur Ali 1259                                     |
| Król Francji                               | - 1226 Ludwik IX Święty 1270                                  |
| Król Gruzji                                | - 1246 Dawid VI Narin 1259                                    |
| Hrabia Holandii                            | - 1256 Floris V 1296                                          |
| Cesarz Japonii                             | - 1246 Go-Fukakusa 1259                                       |
| Kalif                                      | - 1242 Al-Must’asim 1258                                      |
| Król Kastylii i Leónu                      | - 1252 Alfons X Mądry 1284                                    |
| Patriarcha Konstantynopola                 | - 1255 Arseniusz Autorejan 1259                               |
| Władca Korei                               | - 1213 Kojong 1259                                            |
| Król Litwy                                 | - 1253 Mendog 1263                                            |
| Cesarz Łaciński                            | - 1228 Baldwin II de Courtenay 1261                           |
| Sułtan Maroka                              | - 1248 Abu Jahja Abu Bakr 1258 - 1258 Umar ibn Jahja 1259     |
| Król Nawarry                               | - 1253 Tybald II 1270                                         |
| Król Norwegii                              | - 1217 Haakon IV Stary 1263                                   |
| Hrabia Palatynatu                          | - 1253 Ludwik II Bawarski 1294                                |
| Papież                                     | - 1254 Aleksander IV 1261                                     |
| Król Portugalii                            | - 1248 Alfons III 1279                                        |
| Sułtan Rumu                                | - 1246 Kajkawus II 1260 - 1248 Kilidż Arslan IV 1265          |
| Książę Rusi halickiej                      | - 1238 Daniel II 1264                                         |
| Cesarz Rzymski (niemiecki)                 | - 1257 Ryszard z Kornwalii 1272 - 1257 Alfons z Kastylii 1284 |
| Książę Saksonii                            | - 1212 Albrecht I 1260                                        |
| Król Serbii                                | - 1243 Stefan Urosz I 1276                                    |
| Król Singasari                             | - 1248 Dżajawisznuwardhana 1268                               |
| Król Szkocji                               | - 1249 Aleksander III 1286                                    |
| Król Szwecji                               | - 1250 Waldemar Birgersson 1275                               |
| Doża Wenecji                               | - 1252 Raniero Zeno 1268                                      |
| Król Węgier                                | - 1235 Bela IV 1270                                           |
| Wielki mistrz zakonu krzyżackiego          | - 1256 Anno von Sangershausen 1273                            |

Rok 1258 / MCCLVIII
stulecia: XII wiek ~
XIII wiek ~
XIV wiek

lata: 1248 «
1253 «
1254 «
1255 «
1256 «
1257 «
1258
» 1259
» 1260
» 1261
» 1262
» 1263
» 1268

## Wydarzenia w Polsce
- 14 kwietnia – książę Władysław Opolski ufundował klasztor Dominikanów w Raciborzu.
- miał miejsce najazd litewski na Mazowsze[1].

- W Tczewie powstała pierwsza na ziemiach polskich rada miejska.

## Wydarzenia na świecie
- 29 stycznia – Mongołowie rozpoczęli oblężenie Bagdadu.
- 10 lutego – wojska mongolskie zdobyły Bagdad i dokonały rzezi mieszkańców.
- 20 lutego – 10 dni po zdobyciu Bagdadu, po wymordowaniu mieszkańców i zburzeniu miasta, Mongołowie zgładzili kalifa Al-Musta'sima.
- 11 maja – król Francji Ludwik IX i król Aragonii Jakub I zawarli układ z Corbeil.
- 10 czerwca – wprowadzono prowizje oksfordzkie, reformy ustrojowe w Anglii.
- 24 czerwca – bitwa morska pod Akką między Genuą i Wenecją o wpływy w Ziemi Świętej.

## Urodzili się
- Osman I – założyciel Imperium Osmańskiego i dynastii Osmanów (zm. 1324)
- Agnieszka brandenburska – królowa Danii (zm. 1304)

## Zmarli
- 5 kwietnia:
  - Julianna z Cornillon – belgijska augustianka, święta katolicka (ur. 1193)
  - Pełka – polski duchowny katolicki, arcybiskup gnieźnieński (ur. ?)
- 2 czerwca – Piotr I, hrabia Urgell, drugi syn króla Portugalii Sancha I i królowej Dulce Berenguer (ur. 1187)
- 16 sierpnia – Teodor II Laskarys, władca Bizancjum (ur. 1221)
- 8 listopada – Grzymisława, księżniczka ruska, księżna krakowska (ur. 1189)

- Data dzienna nieznana: 
  - Bela z Saint Omer – pan połowy Teb (ur. ?)
  - Liberat z Loro Piceno –  włoski franciszkanin, pustelnik i mistyk, błogosławiony Kościoła rzymskokatolickiego (ur. ok. 1214)
  - Abu Jahja Abu Bakr – szejk rodu Marynidów, pierwszy marynidzki sułtan Maroka (ur. ?)
  - Tomasz II d'Autremencourt – francuski baron Salony (ur. ?)
  - Guillaume de Chateauneuf – dziewiętnasty wielki mistrz joannitów (ur. ?)